# Super Smash Bros.
Super Smash Bros. is een vechtspel, uitgebracht voor de Nintendo 64 in 1999, en bevat vele van Nintendo's bekendste personages. Spelers kunnen kiezen uit twaalf verschillende personages, waarvan vier geheime personages zijn, uit verscheidene spellen van Nintendo, zoals Mario, Donkey Kong, Zelda en Pokémon. Het spel kreeg veel populariteit, mede dankzij het kleine aantal vechtspellen voor de Nintendo 64, dan wel dankzij zijn goede multiplayer.
Super Smash Bros. is het eerste spel in de Super Smash Bros.-serie. Het werd opgevolgd door het enorm succesvolle Super Smash Bros. Melee voor de Nintendo GameCube en Super Smash Bros. Brawl voor de Wii. Daarna verscheen het ook op de  Wii U  en de  Nintendo 3DS  als Super Smash Bros. voor 3DS en Wii U en op 7 december 2018 is Super Smash Bros Ultimate op de markt gekomen voor de Nintendo Switch met maar liefst meer dan 75 vechters.

## Gameplay
In tegenstelling tot traditionele vechtspellen is het in Super Smash Bros. niet het doel om je tegenstanders levensmeter leeg te maken, maar om hem buiten de gevechtsarena te krijgen. Dit doe je door je tegenstander schade (uitgedrukt als percentage) toe te doen en hem tegelijkertijd van je weg te slaan, schoppen of schieten. Vrijwel elke aanval duwt je tegenstander van je weg. Hoe hoger het schadepercentage van een speler, hoe verder hij wordt weggeduwd door de aanvallen van zijn tegenstander.
Tijdens het spelen vallen verschillende voorwerpen uit andere Nintendo spellen op de grond. Deze voorwerpen hebben verschillende effecten. Zo zijn er offensieve, defensieve en genezende voorwerpen beschikbaar.
Super Smash Bros. draait op een 3D engine, maar de daadwerkelijke gameplay speelt zich af op een 2D speelveld.

## Singleplayer
Hoewel de speler kan kiezen uit vijf moeilijkheidsgraden volgt de singleplayer-mode altijd dezelfde serie van vijanden. De speler kiest een vrijgespeeld personage, en vecht tegen een serie van vijanden in een specifieke volgorde. Het doel is ze te verslaan met een gelimiteerd aantal levens.
Er zijn nog twee andere modes. De "Break the Targets" (breek de doelen) minigame en de "Board the Platforms" (stap op de platformen) minigame zijn de twee overblijvende singleplayer-modus. Het doel van deze minigames is om elk doel te breken en op elke platform te stappen respectievelijk. Het doel moet bereikt worden zonder uit de arena te vallen. Elk personage heeft een unieke level.

## Multiplayer
Er kunnen maximaal vier mensen spelen in multiplayer-mode die specifieke regels heeft gemaakt door de spelers. De spelers kunnen twee modes kiezen: Stock of timed. Bij stock kan de speler winnen door zijn of haar tegenstanders een bepaald aantal keer uit de arena te laten vallen en bij timed kan de speler winnen door zo veel mogelijk tegenstanders te laten vallen binnen een tijdlimiet. Een speler wordt tot winnaar verklaard wanneer de tijd over is, of als alle spelers behalve voor één hun levens verliezen.
Als er gelijkspel is tussen twee of meerdere spelers zijn ze terug naar de arena gestuurd in een "Sudden Death" (plotselinge dood) waarbij zij elk beginnen met een schadepercentage van 300%. Zo kunnen spelers makkelijk uit de arena geduwd worden en zo wordt de winnaar sneller gekozen.

## Speelbare personages
- Mario
- Donkey Kong
- Link
- Samus
- Yoshi
- Kirby
- Fox
- Pikachu
- Luigi
- Captain Falcon
- Ness
- Jigglypuff

## Ontvangst
| Beoordeeld door    | Jaar | Platform             | Score |
| ------------------ | ---- | -------------------- | ----- |
| Nintendo Land      | 2003 | Nintendo 64          | 99%   |
| Nintendo Land      | 2003 | Nintendo 64          | 90%   |
| GamesCollection    | 2009 | Nintendo 64          | 90%   |
| Gaming Target      | 2000 | Nintendo 64          | 85%   |
| Power Unlimited    | 2000 | Nintendo 64          | 84%   |
| Retroage           | 2009 | Nintendo 64          | 80%   |
| IGN UK             | 2010 | Wii Virtual Console  | 80%   |
| Game Revolution    | 1999 | Nintendo 64          | 75%   |
| Eurogamer.net (UK) | 2009 | Wii super-smash-bros | 70%   |
| Aftonbladet        | 1999 | Nintendo 64          | 40%   |